# Pseudobradya pelotrophos
Pseudobradya pelotrophos är en kräftdjursart som beskrevs av Jakobi 1954. Pseudobradya pelotrophos ingår i släktet Pseudobradya och familjen Ectinosomatidae. Inga underarter finns listade i Catalogue of Life.